# Мухаммед ульд Білал
Мухаммед ульд Білал (араб. محمد ولد بلال; нар. 1963, Росо) — мавританський політик, який виконує обов'язки 16-го прем'єр-міністра Мавританії з 6 серпня 2020 року. Білал був призначений президентом Мавританії Мухаммедом ульд Газуані і замінив Ісмаїла ульда Шейха Сідійя, який подав у відставку з усім своїм урядом через розслідування щодо нібито корупції високого рівня. До призначення він працював політичним радником і очолював декілька державних органів.